# Frank Schumann (Verleger)
Frank Schumann (* 24. Oktober 1951 in Torgau) ist ein deutscher Verleger und Publizist. Er war in der DDR und zur deutschen Wiedervereinigung vor allem bei der Jungen Welt aktiv, wo er ab 1989 auch in die Leitung aufstieg. Zudem war er politisch aktiv und inoffizieller Mitarbeiter der DDR-Staatssicherheit. Nach seinem Ausstieg aus der Redaktion 1992 gründete Schumann mehrere Verlage und arbeitete für die PDS, zudem veröffentlichte er zahlreiche Bücher. Zu den bekanntesten Werken Schumanns gehörten die Schriften zur Korrespondenz mit Margot Honecker.

## Leben

### Ausbildung und Familie
Schumann war das erste Kind des Korbmachermeisters und späteren Pfarrers Werner Schumann und seiner Frau Ilse Breitenbach. Die Vorfahren mütterlicherseits waren Gestütswärter in Trakehnen/Ostpreußen, die väterlicherseits Korbmacher in Mitteldeutschland. Es folgte der Besuch der Grundschule 1958–1966 und der Erweiterten Oberschule.
Von 1966 bis 1970 machte er Abitur mit Berufsausbildung zum Spezialglasfacharbeiter im VEB Flachglaskombinat Torgau. Erste Veröffentlichungen hatte Schumann in der Betriebszeitung Klare Sicht und in der Leipziger Volkszeitung. In dieser Zeit trat er in die FDJ und 1966 in die Gewerkschaft ein.
Nach dem Abitur 1970 arbeitete er kurzzeitig weiter im Flachglaskombinat, danach verpflichtete er sich drei Jahre zum Dienst in der Volksmarine. Er war Steuermann auf dem Minen-Such- und Räumschiff „Wittstock“.

### Berufsweg
1973 trat er der SED bei und begann 1973/74 ein Volontariat in der FDJ-Zeitung Junge Welt. Von 1974 bis 1978 studierte er an der Sektion Journalistik der Leipziger Karl-Marx-Universität. Nach dem Abschluss mit Diplom war er Geschichtsredakteur bei der Jungen Welt. Ab 1981 war er stellvertretender und ab 1984 Abteilungsleiter Wissenschaft und Kollegiumsmitglied. 1988 wurde er Kulturchef. Im Herbst 1989 nach Demissionierung der alten Chefredaktion erfolgte seine Wahl in die neue Leitung der Zeitung.
Während des Studiums war er Autor der Weltbühne. Neben dem Tagesjournalismus war Schumann publizistisch tätig und schrieb TV-Drehbücher, Comics und Bücher. Zu diesem Zweck unternahm er seit 1980 Recherche-, Bildungs- und Aufklärungsreisen in die Sowjetunion und die USA, nach Ost- und nach Westeuropa, China, Japan und in die Bundesrepublik Deutschland sowie Westberlin. Als Moderator beim DDR-Jugendfernsehen war er 1989/90 tätig. Beim Ministerium für Staatssicherheit wurde Schumann als IM „Karl“ geführt und von der Auslandsaufklärung als Kurier eingesetzt.
1991 schied er aus der Tageszeitung Junge Welt aus und begann selbständige Tätigkeiten u. a. als Herausgeber der Wochenzeitung Berliner Linke, die 1996 eingestellt wurde. Im Dezember 1991 war er Mitbegründer der edition ost als Verlag und Agentur, im Sommer 1994 kam es zur Veröffentlichung der Moabiter Notizen von Erich Honecker. 2002 bildete Schumanns edition ost mit den Verlagen Das Neue Berlin, Eulenspiegel-Verlag und Verlag Neues Leben die Eulenspiegel Verlagsgruppe. Unter diesem Dach führt er neben der edition ost auch den spotless-Verlag, den Militärverlag und den verlag am park. Im September 2011 sprach Schumann als erster deutscher Publizist mit der im chilenischen Exil lebenden Margot Honecker mehrere Tage; die Quintessenz des intensiven 40-stündigen Dialogs erschien im Frühjahr 2012 als Buch. Bei diesem Besuch übergab sie ihm 400 Tagebuchseiten Erich Honeckers, die dieser während der 169 Tage Haft in der JVA Berlin-Moabit 1992/93 geschrieben hatte. „Letzte Aufzeichnungen. Für Margot“ behauptete sich mehrere Wochen in der Spiegel-Bestsellerliste unter den ersten zehn Titeln.
Von 1992 bis 1999 arbeitete Frank Schumann im Zentralen Wahlbüro der PDS. Zwischen 1992 und 1994 schrieb er insbesondere für Gregor Gysi, später für Lothar Bisky und auch für Gabi Zimmer.
Nach dem Tod von Margot Honecker 2016 veröffentlichte er ein Buch mit E-Mail-Korrespondenz, in dem er auch die private Seite von Margot Honecker zeigen wollte. In seinem Vorwort schreibt er: „Margot Honecker war so wenig Säulenheilige wie Dämon, keine Furie und kein Tyrann.“ Außerdem stellte er die politischen Gemeinsamkeiten dar.
Frank Schumann ist seit 1974 mit Helga Schumann verheiratet. Sie haben drei Söhne.

## Schriften
- Im Hinterland. Militärverlag der DDR, Berlin 1981.
- Allergnädigster Vater. Dokumente aus der Jugendzeit Friedrichs II. Neues Leben, Berlin 1986, ISBN 3-355-00000-0.
- Spaniens Himmel und Deutsche Geschichte. Junge Welt, Berlin 1987.
- Zieh dich warm an! Soldatenpost und Heimatbriefe aus zwei Weltkriegen. Neues Leben, Berlin 1989, ISBN 3-355-00938-5.
- 100 Tage, die die DDR erschütterten. Elefanten Press / Neues Leben, Berlin 1990, ISBN 3-88520-347-2.
- Die Szene. Neue Geschichten aus dem Scheunenviertel. Neues Leben, Berlin 1992, ISBN 3-355-01381-1.
- Die Wölfin. Ullstein, Berlin 1993, ISBN 3-548-23300-7.
- Der rote Graf: Heinrich Graf von Einsiedel. Frankfurter Oder Editionen, 1994, ISBN 3-930842-06-8.
- Von den Anfängen. Eine illustrierte Chronik der PDS 1989–1994. Dietz Verlag, Berlin 1995, ISBN 3-320-01880-9.
- mit Frank-Rainer Schurich und Karin Sedler: Glaubenskrieg. Kirche im Sozialismus. Zeugnisse und Zeugen eines Kulturkampfes. edition ost, Berlin 1995, ISBN 3-929161-37-0.
- Die Straßen von Berlin: Blutige Beute. Ullstein, Berlin 1998, ISBN 3-548-24346-0.
- Ankunft in Deutschland. Briefe nach Berlin 1989–1999. Zehn Jahre Partei des Demokratischen Sozialismus. edition ost, Berlin 1999, ISBN 3-89793-017-X.
- Lotte Ulbricht. Mein Leben. Selbstzeugnisse, Briefe und Dokumente. Das Neue Berlin, 2003, ISBN 3-360-00992-4.
- Edwin Hoernle, Vater der Bodenreform (1883–1952). In: Junkerland in Bauernhand. Die deutsche Bodenreform. edition ost, Berlin 2005, ISBN 3-360-01066-3.
- Anton Ackermann. Der deutsche Weg zum Sozialismus. Selbstzeugnisse und Dokumente eines Patrioten. Das Neue Berlin, Berlin 2005, ISBN 3-360-01266-6.
- mit Hans Reichelt und Elisabeth Ittershagen: Die deutschen Kriegsheimkehrer. Was hat die DDR für sie getan? edition ost, Berlin 2007, ISBN 978-3-360-01089-6.
- mit Peter Kroh: Berlin nach dem Krieg. Das Neue Berlin, Berlin 2010, ISBN 978-3-360-01991-2.
- Letzte Aufzeichnungen. Für Margot. edition ost, Berlin 2012, ISBN 978-3-360-01837-3.
- Margot Honecker. Zur Volksbildung. Gespräch. Das Neue Berlin, Berlin 2012, ISBN 978-3-360-02145-8.
- mit Heinz Wuschech: Schalck-Golodkowski: Der Mann, der die DDR retten wollte. edition ost, Berlin 2012, ISBN 978-3-360-01841-0.
- Die Gauklerin. Der Fall Timoschenko. edition ost, Berlin 2012, ISBN 978-3-360-01842-7.
- Post aus Chile. edition Ost, Eulenspiegel Verlagsgruppe, 2016, ISBN 978-3-360-01879-3.
- mit Fritz Schumann: Denkmale der Befreiung: Spuren der Roten Armee in Deutschland. Neues Leben, 2020, ISBN 978-3-355-01890-6.

## Verlegte Autoren (Auswahl)
- Hermann Axen (Ich war ein Diener der Partei. ISBN 3-929161-61-3)
- Egon Bahr (Vorwort zu KSZE – Fossil oder Hoffnung? ISBN 3-929161-44-3)
- Peter Brandt (Schwieriges Vaterland. ISBN 3-89793-004-8)
- Günter Gaus (u. a. Kein einig Vaterland. ISBN 3-932180-63-1)
- Kurt Gossweiler (Die Strasser-Legende. ISBN 3-929161-10-9)
- Gregor Gysi (u. a. Wie rechts ist der Zeitgeist? ISBN 3-929161-29-X)
- Heribert Hellenbroich (Vorwort zu Lauschangriff. Das Buch zur Wanze. ISBN 3-929161-36-2)
- Günter Herlt (Sendeschluß. ISBN 3-929161-39-7)
- Heinz Keßler (Zur Sache und zur Person. ISBN 3-929161-63-X)
- Egon Krenz (u. a. Gefängnis-Notizen. ISBN 978-3-360-01801-4)
- Lothar Kusche (u. a. Ost-Salat mit West-Dressing. ISBN 3-929161-06-0)
- Herbert Mies (Mit einem Ziel vor Augen. Erinnerungen. ISBN 978-3-89793-179-4)
- Hans Modrow (u. a. Das Große Haus. ISBN 3-929161-20-6)
- Hans Reichelt (u. a. Blockflöten – oder was? Zur Geschichte der DBPD. ISBN 3-929161-83-4)
- Landolf Scherzer (Mitleid ist umsonst, Neid mußt du dir erarbeiten. ISBN 3-929161-95-8)
- Karl Schirdewan (Ein Jahrhundert Leben. ISBN 3-929161-34-6)
- Rosemarie Schuder (Nummer 58866 Judenkönig. mit Rudi Hirsch, ISBN 3-929161-80-X)
- Erich Selbmann (DFF Adlershof – Wege übers Fernsehland. ISBN 3-932180-52-6)
- Lotte Ulbricht (Mein Leben. Selbstzeugnisse, Briefe und Dokumente. ISBN 3-360-00992-4)
- Sahra Wagenknecht (u. a. Kapitalismus im Koma. ISBN 3-360-01050-7)
- Susanne Willems (u. a. Auschwitz. Die Geschichte des Vernichtungslagers. ISBN 978-3-360-01866-3)
- Markus Wolf (u. a. Kundschafter im Westen. Spitzenquellen der DDR-Aufklärung erinnern sich. ISBN 3-360-01049-3)
- Gerhard Zwerenz (Krieg im Glashaus oder Der Bundestag als Windmühle. ISBN 3-89793-013-7)

## Inhaltliche Mitwirkung (Auswahl)
- Joachim Heise, Jürgen Hofmann: Fragen an die Geschichte der DDR. Junge Welt, Berlin 1988, ISBN 3-7302-0590-0.
- Karl Gebauer: Doppelagent. Autobiographie. edition ost, Berlin 1999, ISBN 3-932180-46-1.
- Gregor Gysi: Das war’s. Noch lange nicht! Autobiographische Notizen. ECON Verlag, Düsseldorf 1994, ISBN 3-430-13689-X.
- Klaus Ibendorf: Die Spuren der Täter. Authentische Kriminalfälle. Das Neue Berlin, 2004, ISBN 3-360-01241-0.
- Gerhard Kienbaum: Am Anfang war der Rat. Autobiographie. Ullstein Verlag, Berlin 1995, ISBN 3-550-06901-4.
- Ute Lemper: Unzensiert. Autobiographie. Henschelverlag, Berlin 1995, ISBN 3-89487-213-6.
- Hans-Peter Minetti: Erinnerungen. Ullstein-Verlag, Berlin 1997, ISBN 3-550-06908-1.
- Hans Modrow: Die Perestroika. Wie ich sie sehe. Memoiren. edition ost, Berlin 1998, ISBN 3-932180-61-5.
- Heinz Priess: Spaniens Himmel und keine Sterne. Autobiographie. edition ost, Berlin 1996, ISBN 3-929161-79-6.
- Heinz Quermann: Tschüß und winkewinke, Ihr Heinz der Quermann. aus dem Nachlaß des Entertainers. Eulenspiegel-Verlag, Berlin 2006, ISBN 3-359-01654-8.
- Helmut Recknagel: Eine Frage der Haltung. Autobiographie. Das Neue Berlin 2007, ISBN 978-3-360-01298-2.
- Dieter Schulze: Das Große Buch der Deutschen Volkspolizei. Das Neue Berlin, 2006, ISBN 3-360-01080-9.
- Walter Womacka: Farbe bekennen. Autobiographie. Das Neue Berlin 2004, ISBN 3-360-01257-7.
- Jan Zobel: Volk am Rand. NPD: Personen, Politik, Perspektiven. edition ost, Berlin 2005, ISBN 3-360-01063-9.